# Buljane
Buljane (en serbe cyrillique : Буљане) est une localité de Serbie située dans la municipalité de Paraćin, district de Pomoravlje. Au recensement de 2011, elle comptait 1 337 habitants.
Buljane, officiellement classé parmi les villages de Serbie, est également connu sous le nom de Buljan.

## Démographie

### Évolution historique de la population
| 1948  | 1953  | 1961  | 1971  | 1981  | 1991  | 2002  | 2011  |
| ----- | ----- | ----- | ----- | ----- | ----- | ----- | ----- |
| 1 969 | 2 080 | 2 178 | 1 977 | 1 885 | 1 735 | 1 545 | 1 337 |

|  |